# Killkecultuur
De Killkecultuur (ook: Quillque, Ki]lqe) was een archeologische cultuur in het gebied rond het huidige Cuzco in Peru van ongeveer 900 tot 1200 na Christus, vóór de komst van de Inca's in de 13e eeuw. 
De Killke verrichten vestingwerken op de locatie van het latere Incafort  Sacsayhuamán. Opgravingen hiervan begonnen in 2007 en gingen door tot 2012. 
In 2007 werd een tempel aan de rand van het fort blootgelegd, wat suggereert dat de faciliteit zowel militaire als religieuze doeleinden diende. 
In 2008 ontdekten archeologen de ruïnes van een andere oude tempel, wegen en irrigatiesystemen. Delen van de tempel werden verwoest door dynamietontploffingen, toen de berg in het begin van de 20e eeuw als steengroeve werd gebruikt. 
Killke-aardewerk werd voor het eerst beschreven door John Howland Rowe, hoewel hij het verkeerd identificeerde als "vroege Inca". De vaten zijn meestal bolvormig met verticale handgrepen en een eenvoudige decoratie die wordt gedomineerd door geometrische lijnen in zwart en zwart-rood onder een witte lak.